# Кавказская пеночка
Кавказская пеночка (лат. Phylloscopus sindianus lorenzii) — подвид перелётных птиц из семейства Пеночковые.

## Ареал
Гнездовой ареал — Кавказ, северо-восток Турции, север Ирана. Зимует в юго-западной Азии.

## Описание
Длина 10 — 11,5 см. Отличается от схожей пеночки-теньковки более выраженной беловатой бровью, более тёмным коричневым верхом головы, желтовато-розовыми боками головы и груди. Имеет более контрастный белый зоб, относительно более длинный и широкий прямо обрезанный хвост, сильные чёрные лапки. В отличие от теньковки, на крыльях и хвосте отсутствуют зеленоватые края перьев. В основном коричневый верх тела может содержать следы зелёного цвета на спине, лопатках и кроющих перьях.

## Голос
Позывка — немного меланхоличный свист, слегка невнятное «тююю», довольно схожее с теньковкой. Песня, как и у неё, «пюить-пують-пюить», темп чуть более быстрый. Песня короче, тон чуть более скрипучий. Иногда между пением произносит «те-ти».

## Образ жизни
Гнездится на горных склонах, часто на высоте 1500—2500 м над уровнем моря. Обитает в зарослях тальника, высоких кустарников в открытых смешанных лесах на границе деревьев.